# Giancarlo González
Giancarlo González Castro (San José, 8 febbraio 1988) è un calciatore costaricano, difensore dello Sporting San José e della nazionale costaricana.
È soprannominato El Pipo.

## Caratteristiche tecniche
Difensore centrale, può giocare nella difesa schierata con tre o quattro uomini, e occasionalmente anche nel ruolo di mediano. È abile nel colpo di testa che sfrutta per essere decisivo nell'anticipo e nelle palle alte, oltre a essere forte fisicamente.

## Carriera

### Club
González ha cominciato la carriera in patria con la maglia dell'Alajuelense, squadra con cui ha vinto il torneo di Apertura 2010, di Clausura 2011 e Apertura 2011. Il 6 marzo 2012 si è trasferito ai norvegesi del Vålerenga, formazione a cui si è legato con un contratto dalla durata quadriennale e che sarebbe stato valido a partire dall'estate successiva.
Il 21 febbraio 2014 ha firmato per gli statunitensi del Columbus Crew.

#### Italia, trasferimento al Palermo
Il 26 agosto 2014 si trasferisce alla società italiana del Palermo, firmando un contratto triennale; è il primo calciatore costaricano della storia del Palermo ed è stato pagato 5 milioni di dollari (oltre 3,5 milioni di euro), cifra record per un difensore del campionato statunitense. Il 12 settembre, durante un allenamento, ha rimediato una distorsione al ginocchio che lo tiene fuori dai campi per circa un mese.
Debutta con i rosanero il 19 ottobre 2014 nella gara casalinga contro il Cesena, nella quale segna il gol del definitivo 2-1.

#### Bologna
Il 22 giugno 2017 si trasferisce per 2,5 milioni di euro al Bologna, col quale firma un contratto fino al 2019. Nella nona giornata, nella partita in trasferta contro l'Atalanta, terminata 1-0 per i Nerazzurri, rimedia la prima espulsione con gli Emiliani, per un fallo su Josip Iličič e su Andreas Cornelius.

#### Los Angeles Galaxy
L’11 aprile 2019 passa a titolo definitivo ai Los Angeles Galaxy.

#### Ritorno all'Alajuelense
Il 30 luglio 2021 fa ritorno all'Alajuelense.

### Nazionale
Un infortunio al tendine d'Achille non gli ha permesso di prendere parte al Mondiale Under-17 del 2005.
Dopo aver preso parte anche al campionato nordamericano e al Mondiale Under-20 del 2007 con la nazionale Under-20, ha esordito con la Costa Rica nel 2010.
Ha giocato la Coppa centroamericana 2013, la CONCACAF Gold Cup 2013, i Mondiali 2014 in Brasile, quelli del 2018 in Russia, la CONCACAF Gold Cup 2019 e 2021.

### Coppa del Mondo 2014
Nel giugno 2014, González è stato convocato nella squadra della Costa Rica per la Coppa del Mondo FIFA 2014. Nelle prime due partite del girone, lui e i suoi compagni di difesa centrali Michael Umaña e Óscar Duarte hanno concesso solo un gol, contribuendo alla vittoria della Costa Rica contro Uruguay (3-1) e Italia (1-0) per qualificarsi per gli ottavi di finale. La Costa Rica ha concluso la fase a gironi imbattuta, ottenendo un altro risultato a reti inviolate in un pareggio per 0-0 contro l'Inghilterra a Belo Horizonte. Le prestazioni di González in difesa sono state indicate da diversi esperti come cruciali per il passaggio della squadra agli ottavi di finale. Le sue numerose intercettazioni e contrasti gli hanno fatto guadagnare un posto nell'ESPN Best XI della fase a gironi. Durante gli ottavi di finale, González è stato uno dei cinque giocatori costaricani a segnare con successo il proprio rigore nella vittoria per 5-3 ai calci di rigore contro la Grecia. È stato incluso nella squadra del torneo della BBC.

### Coppa del Mondo 2018
Nel maggio 2018 è stato convocato nella squadra della Costa Rica di 23 giocatori per la Coppa del Mondo FIFA 2018 in Russia.

## Statistiche

### Presenze e reti nei club
Statistiche aggiornate al 13 aprile 2021.
| Stagione                  | Squadra                   | Campionato                | Campionato | Campionato | Coppe nazionali | Coppe nazionali | Coppe nazionali | Coppe continentali | Coppe continentali | Coppe continentali | Altre coppe | Altre coppe | Altre coppe | Totale | Totale |
| Stagione                  | Squadra                   | Comp                      | Pres       | Reti       | Comp            | Pres            | Reti            | Comp               | Pres               | Reti               | Comp        | Pres        | Reti        | Pres   | Reti   |
| ------------------------- | ------------------------- | ------------------------- | ---------- | ---------- | --------------- | --------------- | --------------- | ------------------ | ------------------ | ------------------ | ----------- | ----------- | ----------- | ------ | ------ |
| 2008-2009                 | Alajuelense               | PD                        | 6          | 1          | -               | -               | -               | -                  | -                  | -                  | -           | -           | -           | 6      | 1      |
| 2009-2010                 | Alajuelense               | PD                        | 28         | 3          | -               | -               | -               | -                  | -                  | -                  | -           | -           | -           | 28     | 3      |
| 2010-2011                 | Alajuelense               | PD                        | 34         | 0          | -               | -               | -               | -                  | -                  | -                  | -           | -           | -           | 34     | 0      |
| 2011-2012                 | Alajuelense               | PD                        | 29         | 3          | -               | -               | -               | CCL                | 6                  | 0                  | -           | -           | -           | 35     | 3      |
| Totale Alajuelense        | Totale Alajuelense        | Totale Alajuelense        | 97         | 7          |                 | -               | -               |                    | 6                  | 0                  |             | -           | -           | 103    | 7      |
| ago.-dic. 2012            | Vålerenga                 | ES                        | 12         | 0          | CN              | -               | -               | -                  | -                  | -                  | -           | -           | -           | 12     | 0      |
| 2013                      | Vålerenga                 | ES                        | 25         | 2          | CN              | 4               | 0               | -                  | -                  | -                  | -           | -           | -           | 29     | 2      |
| Totale Vålerenga          | Totale Vålerenga          | Totale Vålerenga          | 37         | 2          |                 | 4               | 0               |                    | -                  | -                  |             | -           | -           | 41     | 2      |
| feb.-ago. 2014            | Columbus Crew             | MLS                       | 17         | 1          |                 | -               | -               | -                  | -                  | -                  | -           | -           | -           | 17     | 1      |
| 2014-2015                 | Palermo                   | A                         | 28         | 1          | CI              | -               | -               | -                  | -                  | -                  | -           | -           | -           | 28     | 1      |
| 2015-2016                 | Palermo                   | A                         | 35         | 2          | CI              | 1               | 0               | -                  | -                  | -                  | -           | -           | -           | 36     | 2      |
| 2016-2017                 | Palermo                   | A                         | 19         | 1          | CI              | -               | -               | -                  | -                  | -                  | -           | -           | -           | 19     | 1      |
| Totale Palermo            | Totale Palermo            | Totale Palermo            | 82         | 4          |                 | 1               | 0               |                    | -                  | -                  |             | -           | -           | 83     | 4      |
| 2017-2018                 | Bologna                   | A                         | 22         | 0          | CI              | 1               | 0               | -                  | -                  | -                  | -           | -           | -           | 23     | 0      |
| 2018-apr. 2019            | Bologna                   | A                         | 12         | 0          | CI              | 2               | 0               | -                  | -                  | -                  | -           | -           | -           | 14     | 0      |
| Totale Bologna            | Totale Bologna            | Totale Bologna            | 34         | 0          |                 | 3               | 0               |                    | -                  | -                  |             | -           | -           | 37     | 0      |
| apr.-dic. 2019            | L.A. Galaxy               | MLS                       | 22         | 1          | USOC            | 0               | 0               | -                  | -                  | -                  | -           | -           | -           | 22     | 1      |
| 2020                      | L.A. Galaxy               | MLS                       | 10         | 1          |                 | -               | -               | -                  | -                  | -                  | -           | -           | -           | 10     | 1      |
| 2021                      | L.A. Galaxy               | MLS                       | 0          | 0          | -               | -               | -               | -                  | -                  | -                  | -           | -           | -           | 0      | 0      |
| Totale Los Angeles Galaxy | Totale Los Angeles Galaxy | Totale Los Angeles Galaxy | 32         | 2          |                 | -               | -               |                    | -                  | -                  |             | -           | -           | 32     | 2      |
| Totale carriera           | Totale carriera           | Totale carriera           | 293        | 15         |                 | 8               | 0               |                    | 6                  | 0                  |             | -           | -           | 307    | 15     |

### Cronologia presenze e reti in nazionale
| Cronologia completa delle presenze e delle reti in nazionale ― Costa Rica | Cronologia completa delle presenze e delle reti in nazionale ― Costa Rica | Cronologia completa delle presenze e delle reti in nazionale ― Costa Rica | Cronologia completa delle presenze e delle reti in nazionale ― Costa Rica | Cronologia completa delle presenze e delle reti in nazionale ― Costa Rica | Cronologia completa delle presenze e delle reti in nazionale ― Costa Rica | Cronologia completa delle presenze e delle reti in nazionale ― Costa Rica | Cronologia completa delle presenze e delle reti in nazionale ― Costa Rica |
| Data                                                                      | Città                                                                     | In casa                                                                   | Risultato                                                                 | Ospiti                                                                    | Competizione                                                              | Reti                                                                      | Note                                                                      |
| ------------------------------------------------------------------------- | ------------------------------------------------------------------------- | ------------------------------------------------------------------------- | ------------------------------------------------------------------------- | ------------------------------------------------------------------------- | ------------------------------------------------------------------------- | ------------------------------------------------------------------------- | ------------------------------------------------------------------------- |
| 5-6-2010                                                                  | Bratislava                                                                | Slovacchia                                                                | 3 – 0                                                                     | Costa Rica                                                                | Amichevole                                                                | -                                                                         | 79’                                                                       |
| 8-10-2010                                                                 | Lima                                                                      | Perù                                                                      | 2 – 0                                                                     | Costa Rica                                                                | Amichevole                                                                | -                                                                         | 56’                                                                       |
| 13-10-2010                                                                | Ciudad Quesada                                                            | Costa Rica                                                                | 2 – 1                                                                     | El Salvador                                                               | Amichevole                                                                | -                                                                         |                                                                           |
| 23-12-2011                                                                | Barquisimeto                                                              | Venezuela                                                                 | 0 – 2                                                                     | Costa Rica                                                                | Amichevole                                                                | -                                                                         | 50’                                                                       |
| 22-3-2012                                                                 | Kingstown                                                                 | Giamaica                                                                  | 0 – 0                                                                     | Costa Rica                                                                | Amichevole                                                                | -                                                                         |                                                                           |
| 12-4-2012                                                                 | San José                                                                  | Costa Rica                                                                | 1 – 1                                                                     | Honduras                                                                  | Amichevole                                                                | -                                                                         | 43’                                                                       |
| 26-5-2012                                                                 | San José                                                                  | Costa Rica                                                                | 3 – 2                                                                     | Guatemala                                                                 | Amichevole                                                                | 1                                                                         |                                                                           |
| 13-6-2012                                                                 | Georgetown                                                                | Guyana                                                                    | 0 – 4                                                                     | Costa Rica                                                                | Qual. Mondiali 2014                                                       | -                                                                         | 84’                                                                       |
| 16-8-2012                                                                 | San José                                                                  | Costa Rica                                                                | 0 – 1                                                                     | Perù                                                                      | Amichevole                                                                | -                                                                         |                                                                           |
| 8-9-2012                                                                  | San José                                                                  | Costa Rica                                                                | 0 – 2                                                                     | Messico                                                                   | Qual. Mondiali 2014                                                       | -                                                                         |                                                                           |
| 12-9-2012                                                                 | Città del Messico                                                         | Messico                                                                   | 1 – 0                                                                     | Costa Rica                                                                | Qual. Mondiali 2014                                                       | -                                                                         | 63’                                                                       |
| 17-10-2012                                                                | San José                                                                  | Costa Rica                                                                | 7 – 0                                                                     | Guyana                                                                    | Qual. Mondiali 2014                                                       | -                                                                         |                                                                           |
| 14-11-2012                                                                | Santa Cruz de la Sierra                                                   | Bolivia                                                                   | 1 – 1                                                                     | Costa Rica                                                                | Amichevole                                                                | -                                                                         |                                                                           |
| 19-1-2013                                                                 | San José                                                                  | Costa Rica                                                                | 1 – 0                                                                     | Belize                                                                    | Coppa centroamericana 2013 - 1º turno                                     | -                                                                         |                                                                           |
| 23-1-2013                                                                 | San José                                                                  | Costa Rica                                                                | 1 – 1                                                                     | Guatemala                                                                 | Coppa centroamericana 2013 - 1º turno                                     | -                                                                         |                                                                           |
| 26-1-2013                                                                 | San José                                                                  | Costa Rica                                                                | 1 – 0                                                                     | El Salvador                                                               | Coppa centroamericana 2013 - Semifinale                                   | -                                                                         | 28’                                                                       |
| 28-1-2013                                                                 | San José                                                                  | Costa Rica                                                                | 1 – 0                                                                     | Honduras                                                                  | Coppa centroamericana 2013 - Finale                                       | 1                                                                         |                                                                           |
| 6-2-2013                                                                  | Panama                                                                    | Panama                                                                    | 2 – 2                                                                     | Costa Rica                                                                | Qual. Mondiali 2014                                                       | -                                                                         |                                                                           |
| 22-3-2013                                                                 | Commerce City                                                             | Stati Uniti                                                               | 1 – 0                                                                     | Costa Rica                                                                | Qual. Mondiali 2014                                                       | -                                                                         | 90’                                                                       |
| 26-3-2013                                                                 | San José                                                                  | Costa Rica                                                                | 2 – 0                                                                     | Giamaica                                                                  | Qual. Mondiali 2014                                                       | -                                                                         |                                                                           |
| 7-6-2013                                                                  | San José                                                                  | Costa Rica                                                                | 1 – 0                                                                     | Honduras                                                                  | Qual. Mondiali 2014                                                       | -                                                                         |                                                                           |
| 11-6-2013                                                                 | Città del Messico                                                         | Messico                                                                   | 0 – 0                                                                     | Costa Rica                                                                | Qual. Mondiali 2014                                                       | -                                                                         |                                                                           |
| 18-6-2013                                                                 | San José                                                                  | Costa Rica                                                                | 2 – 0                                                                     | Panama                                                                    | Qual. Mondiali 2014                                                       | -                                                                         |                                                                           |
| 14-7-2013                                                                 | Salt Lake City                                                            | Costa Rica                                                                | 1 – 0                                                                     | Belize                                                                    | Gold Cup 2013 - 1º turno                                                  | -                                                                         |                                                                           |
| 17-7-2013                                                                 | Hartford                                                                  | Stati Uniti                                                               | 1 – 0                                                                     | Costa Rica                                                                | Gold Cup 2013 - 1º turno                                                  | -                                                                         |                                                                           |
| 22-7-2013                                                                 | Baltimora                                                                 | Honduras                                                                  | 1 – 0                                                                     | Costa Rica                                                                | Gold Cup 2013 - Quarti di finale                                          | -                                                                         |                                                                           |
| 14-8-2013                                                                 | Santo Domingo                                                             | Rep. Dominicana                                                           | 0 – 4                                                                     | Costa Rica                                                                | Amichevole                                                                | -                                                                         |                                                                           |
| 6-9-2013                                                                  | San José                                                                  | Costa Rica                                                                | 3 – 1                                                                     | Stati Uniti                                                               | Qual. Mondiali 2014                                                       | -                                                                         |                                                                           |
| 10-9-2013                                                                 | Kingstown                                                                 | Giamaica                                                                  | 1 – 1                                                                     | Costa Rica                                                                | Qual. Mondiali 2014                                                       | -                                                                         |                                                                           |
| 11-10-2013                                                                | San Pedro Sula                                                            | Honduras                                                                  | 1 – 0                                                                     | Costa Rica                                                                | Qual. Mondiali 2014                                                       | -                                                                         |                                                                           |
| 15-10-2013                                                                | San José                                                                  | Costa Rica                                                                | 2 – 1                                                                     | Messico                                                                   | Qual. Mondiali 2014                                                       | -                                                                         |                                                                           |
| 19-11-2013                                                                | Sydney                                                                    | Australia                                                                 | 1 – 0                                                                     | Costa Rica                                                                | Amichevole                                                                | -                                                                         |                                                                           |
| 5-3-2014                                                                  | San José                                                                  | Costa Rica                                                                | 2 – 1                                                                     | Paraguay                                                                  | Amichevole                                                                | -                                                                         |                                                                           |
| 2-6-2014                                                                  | San José                                                                  | Costa Rica                                                                | 1 – 3                                                                     | Giappone                                                                  | Amichevole                                                                | -                                                                         | 63’                                                                       |
| 6-6-2014                                                                  | Chester                                                                   | Costa Rica                                                                | 1 – 1                                                                     | Irlanda                                                                   | Amichevole                                                                | -                                                                         | 40’, 41’                                                                  |
| 14-6-2014                                                                 | Fortaleza                                                                 | Uruguay                                                                   | 1 – 3                                                                     | Costa Rica                                                                | Mondiali 2014 - 1º turno                                                  | -                                                                         |                                                                           |
| 20-6-2014                                                                 | Pernambuco                                                                | Italia                                                                    | 0 – 1                                                                     | Costa Rica                                                                | Mondiali 2014 - 1º turno                                                  | -                                                                         |                                                                           |
| 24-6-2014                                                                 | Belo Horizonte                                                            | Costa Rica                                                                | 0 – 0                                                                     | Inghilterra                                                               | Mondiali 2014 - 1º turno                                                  | -                                                                         | 60’                                                                       |
| 29-6-2014                                                                 | Recife                                                                    | Costa Rica                                                                | 1 – 1 dts (5 – 3 dtr)                                                     | Grecia                                                                    | Mondiali 2014 - Ottavi di finale                                          | -                                                                         |                                                                           |
| 5-7-2014                                                                  | Salvador                                                                  | Costa Rica                                                                | 0 – 0 dts (3 – 4 dtr)                                                     | Paesi Bassi                                                               | Mondiali 2014 - Quarti di finale                                          | -                                                                         | 81’                                                                       |
| 13-11-2014                                                                | Montevideo                                                                | Uruguay                                                                   | 3 – 3                                                                     | Costa Rica                                                                | Amichevole                                                                | -                                                                         | 59’                                                                       |
| 11-6-2015                                                                 | León                                                                      | Spagna                                                                    | 2 – 1                                                                     | Costa Rica                                                                | Amichevole                                                                | -                                                                         |                                                                           |
| 28-6-2015                                                                 | Orlando                                                                   | Messico                                                                   | 2 – 2                                                                     | Costa Rica                                                                | Amichevole                                                                | -                                                                         |                                                                           |
| 8-7-2015                                                                  | Carson                                                                    | Costa Rica                                                                | 2 – 2                                                                     | Giamaica                                                                  | Gold Cup 2015 - 1º turno                                                  | -                                                                         |                                                                           |
| 11-7-2015                                                                 | Houston                                                                   | Costa Rica                                                                | 1 – 1                                                                     | El Salvador                                                               | Gold Cup 2015 - 1º turno                                                  | -                                                                         |                                                                           |
| 14-7-2015                                                                 | Toronto                                                                   | Canada                                                                    | 0 – 0                                                                     | Costa Rica                                                                | Gold Cup 2015 - 1º turno                                                  | -                                                                         |                                                                           |
| 19-7-2015                                                                 | East Rutherford                                                           | Messico                                                                   | 1 – 0 dts                                                                 | Costa Rica                                                                | Gold Cup 2015 - Quarti di finale                                          | -                                                                         | 84’                                                                       |
| 5-9-2015                                                                  | Harrison                                                                  | Brasile                                                                   | 1 – 0                                                                     | Costa Rica                                                                | Amichevole                                                                | -                                                                         |                                                                           |
| 8-9-2015                                                                  | San José                                                                  | Costa Rica                                                                | 1 – 0                                                                     | Uruguay                                                                   | Amichevole                                                                | -                                                                         |                                                                           |
| 13-11-2015                                                                | San José                                                                  | Costa Rica                                                                | 1 – 0                                                                     | Haiti                                                                     | Qual. Mondiali 2018                                                       | -                                                                         |                                                                           |
| 17-11-2015                                                                | Panama                                                                    | Panama                                                                    | 1 – 2                                                                     | Costa Rica                                                                | Qual. Mondiali 2018                                                       | -                                                                         |                                                                           |
| 25-3-2016                                                                 | Kingston                                                                  | Giamaica                                                                  | 1 – 1                                                                     | Costa Rica                                                                | Qual. Mondiali 2018                                                       | -                                                                         |                                                                           |
| 6-9-2016                                                                  | San José                                                                  | Costa Rica                                                                | 3 – 1                                                                     | Panama                                                                    | Qual. Mondiali 2018                                                       | -                                                                         |                                                                           |
| 9-10-2016                                                                 | Krasnodar                                                                 | Russia                                                                    | 3 – 4                                                                     | Costa Rica                                                                | Amichevole                                                                | -                                                                         |                                                                           |
| 24-3-2017                                                                 | Città del Messico                                                         | Messico                                                                   | 2 – 0                                                                     | Costa Rica                                                                | Qual. Mondiali 2018                                                       | -                                                                         |                                                                           |
| 28-3-2017                                                                 | San Pedro Sula                                                            | Honduras                                                                  | 1 – 1                                                                     | Costa Rica                                                                | Qual. Mondiali 2018                                                       | -                                                                         |                                                                           |
| 8-6-2017                                                                  | San José                                                                  | Costa Rica                                                                | 0 – 0                                                                     | Panama                                                                    | Qual. Mondiali 2018                                                       | -                                                                         | 54’                                                                       |
| 7-7-2017                                                                  | Harrison                                                                  | Honduras                                                                  | 0 – 1                                                                     | Costa Rica                                                                | Gold Cup 2017 - 1º turno                                                  | -                                                                         | 29’                                                                       |
| 11-7-2017                                                                 | Houston                                                                   | Costa Rica                                                                | 1 – 1                                                                     | Canada                                                                    | Gold Cup 2017 - 1º turno                                                  | -                                                                         |                                                                           |
| 14-7-2017                                                                 | Frisco                                                                    | Costa Rica                                                                | 3 – 0                                                                     | Guyana francese                                                           | Gold Cup 2017 - 1º turno                                                  | -                                                                         |                                                                           |
| 19-7-2017                                                                 | Filadelfia                                                                | Costa Rica                                                                | 1 – 0                                                                     | Panama                                                                    | Gold Cup 2017 - Quarti di finale                                          | -                                                                         |                                                                           |
| 22-7-2017                                                                 | Arlington                                                                 | Stati Uniti                                                               | 2 – 0                                                                     | Costa Rica                                                                | Gold Cup 2017 - Semifinale                                                | -                                                                         |                                                                           |
| 7-10-2017                                                                 | San José                                                                  | Costa Rica                                                                | 1 – 1                                                                     | Honduras                                                                  | Qual. Mondiali 2018                                                       | -                                                                         |                                                                           |
| 10-10-2017                                                                | Panama                                                                    | Panama                                                                    | 2 – 1                                                                     | Costa Rica                                                                | Qual. Mondiali 2018                                                       | -                                                                         | 75’                                                                       |
| 11-11-2017                                                                | Malaga                                                                    | Spagna                                                                    | 5 – 0                                                                     | Costa Rica                                                                | Amichevole                                                                | -                                                                         | 56’                                                                       |
| 14-11-2017                                                                | Budapest                                                                  | Ungheria                                                                  | 1 – 0                                                                     | Costa Rica                                                                | Amichevole                                                                | -                                                                         |                                                                           |
| 23-3-2018                                                                 | Glasgow                                                                   | Scozia                                                                    | 0 – 1                                                                     | Costa Rica                                                                | Amichevole                                                                | -                                                                         |                                                                           |
| 27-3-2018                                                                 | San José                                                                  | Costa Rica                                                                | 3 – 0                                                                     | Irlanda del Nord                                                          | Amichevole                                                                | -                                                                         | 73’                                                                       |
| 7-6-2018                                                                  | Leeds                                                                     | Inghilterra                                                               | 2 – 0                                                                     | Costa Rica                                                                | Amichevole                                                                | -                                                                         |                                                                           |
| 11-6-2018                                                                 | Bruxelles                                                                 | Belgio                                                                    | 4 – 1                                                                     | Costa Rica                                                                | Amichevole                                                                | -                                                                         |                                                                           |
| 16-6-2018                                                                 | Samara                                                                    | Costa Rica                                                                | 0 – 1                                                                     | Serbia                                                                    | Mondiali 2018 - 1º turno                                                  | -                                                                         |                                                                           |
| 22-6-2018                                                                 | San Pietroburgo                                                           | Brasile                                                                   | 2 – 0                                                                     | Costa Rica                                                                | Mondiali 2018 - 1º turno                                                  | -                                                                         |                                                                           |
| 27-6-2018                                                                 | Nižnij Novgorod                                                           | Svizzera                                                                  | 2 – 2                                                                     | Costa Rica                                                                | Mondiali 2018 - 1º turno                                                  | -                                                                         |                                                                           |
| 11-10-2018                                                                | San Nicolás de los Garza                                                  | Messico                                                                   | 3 – 2                                                                     | Costa Rica                                                                | Amichevole                                                                | -                                                                         |                                                                           |
| 16-10-2018                                                                | Harrison                                                                  | Colombia                                                                  | 3 – 1                                                                     | Costa Rica                                                                | Amichevole                                                                | -                                                                         |                                                                           |
| 16-11-2018                                                                | Rancagua                                                                  | Cile                                                                      | 2 – 3                                                                     | Costa Rica                                                                | Amichevole                                                                | -                                                                         | 61’                                                                       |
| 20-11-2018                                                                | Arequipa                                                                  | Perù                                                                      | 2 – 3                                                                     | Costa Rica                                                                | Amichevole                                                                | -                                                                         |                                                                           |
| 27-3-2019                                                                 | San José                                                                  | Costa Rica                                                                | 1 – 0                                                                     | Giamaica                                                                  | Amichevole                                                                | -                                                                         |                                                                           |
| 24-6-2019                                                                 | Harrison                                                                  | Haiti                                                                     | 2 – 1                                                                     | Costa Rica                                                                | Gold Cup 2019 - 1º turno                                                  | -                                                                         |                                                                           |
| 10-10-2019                                                                | Nassau                                                                    | Haiti                                                                     | 1 – 1                                                                     | Costa Rica                                                                | CONCACAF Nations League 2019-2020 - 2º turno                              | -                                                                         | 74’                                                                       |
| 15-11-2019                                                                | Willemstad                                                                | Curaçao                                                                   | 1 – 2                                                                     | Costa Rica                                                                | CONCACAF Nations League 2019-2020 - 2º turno                              | -                                                                         |                                                                           |
| 18-11-2019                                                                | San Juan                                                                  | Costa Rica                                                                | 1 – 1                                                                     | Haiti                                                                     | CONCACAF Nations League 2019-2020 - 2º turno                              | -                                                                         | 57’                                                                       |
| 1-2-2020                                                                  | Carson                                                                    | Stati Uniti                                                               | 1 – 0                                                                     | Costa Rica                                                                | Amichevole                                                                | -                                                                         | cap.                                                                      |
| 9-6-2021                                                                  | Sandy                                                                     | Stati Uniti                                                               | 4 – 0                                                                     | Costa Rica                                                                | Amichevole                                                                | -                                                                         |                                                                           |
| 12-7-2021                                                                 | Orlando                                                                   | Costa Rica                                                                | 3 – 1                                                                     | Guadalupa                                                                 | Gold Cup 2021 - 1º turno                                                  | -                                                                         | 89’                                                                       |
| 16-7-2021                                                                 | Orlando                                                                   | Suriname                                                                  | 1 – 2                                                                     | Costa Rica                                                                | Gold Cup 2021 - 1º turno                                                  | -                                                                         |                                                                           |
| 20-7-2021                                                                 | Orlando                                                                   | Costa Rica                                                                | 1 – 0                                                                     | Giamaica                                                                  | Gold Cup 2021 - 1º turno                                                  | -                                                                         |                                                                           |
| 22-8-2021                                                                 | Carson                                                                    | El Salvador                                                               | 0 – 0                                                                     | Costa Rica                                                                | Amichevole                                                                | -                                                                         | 77’                                                                       |
| 16-11-2023                                                                | San José                                                                  | Costa Rica                                                                | 0 – 3                                                                     | Panama                                                                    | CONCACAF Nations League 2023-2024 - Quarti di finale                      | -                                                                         |                                                                           |
| 20-11-2023                                                                | Panama                                                                    | Panama                                                                    | 3 – 1                                                                     | Costa Rica                                                                | CONCACAF Nations League 2023-2024 - Quarti di finale                      | -                                                                         |                                                                           |
| Totale                                                                    |                                                                           | Presenze                                                                  | 90                                                                        |                                                                           | Reti                                                                      | 2                                                                         |                                                                           |

| Cronologia completa delle presenze e delle reti in nazionale ― Costa Rica under 20 | Cronologia completa delle presenze e delle reti in nazionale ― Costa Rica under 20 | Cronologia completa delle presenze e delle reti in nazionale ― Costa Rica under 20 | Cronologia completa delle presenze e delle reti in nazionale ― Costa Rica under 20 | Cronologia completa delle presenze e delle reti in nazionale ― Costa Rica under 20 | Cronologia completa delle presenze e delle reti in nazionale ― Costa Rica under 20 | Cronologia completa delle presenze e delle reti in nazionale ― Costa Rica under 20 | Cronologia completa delle presenze e delle reti in nazionale ― Costa Rica under 20 |
| Data                                                                               | Città                                                                              | In casa                                                                            | Risultato                                                                          | Ospiti                                                                             | Competizione                                                                       | Reti                                                                               | Note                                                                               |
| ---------------------------------------------------------------------------------- | ---------------------------------------------------------------------------------- | ---------------------------------------------------------------------------------- | ---------------------------------------------------------------------------------- | ---------------------------------------------------------------------------------- | ---------------------------------------------------------------------------------- | ---------------------------------------------------------------------------------- | ---------------------------------------------------------------------------------- |
| 2-7-2007                                                                           | Victoria                                                                           | Nigeria under 20                                                                   | 1 – 0                                                                              | Costa Rica under 20                                                                | Mondiali U-20 2007 - 1º turno                                                      | -                                                                                  | -                                                                                  |
| 5-7-2007                                                                           | Victoria                                                                           | Costa Rica under 20                                                                | 0 – 1                                                                              | Giappone under 20                                                                  | Mondiali U-20 2007 - 1º turno                                                      | -                                                                                  | -                                                                                  |
| Totale                                                                             |                                                                                    | Presenze                                                                           | 2                                                                                  |                                                                                    | Reti                                                                               | 0                                                                                  |                                                                                    |

## Palmarès

### Club

#### Competizioni nazionali
- Campionato costaricano: 3

Alajuelense: Apertura 2010, Clausura 2011, Apertura 2011

#### Competizioni internazionali
- CONCACAF Central American Cup: 1

Alajuelense: 2023